# Turchia ai Giochi olimpici
La Turchia ha partecipato per la prima volta ai Giochi olimpici nel 1908; la prima partecipazione ai Giochi invernali risale al 1936. I suoi atleti hanno vinto un totale di 82 medaglie, tutte nei Giochi estivi, la maggior parte delle quali nella lotta.
Il Comitato Olimpico Nazionale Turco, fondato nel 1908, è stato riconosciuto dal CIO nel 1911.

## Medagliere storico
| Giochi                 | Oro              | Argento          | Bronzo           | Totale           |
| ---------------------- | ---------------- | ---------------- | ---------------- | ---------------- |
| 1908 Londra            | 0                | 0                | 0                | 0                |
| 1912 Stoccolma         | 0                | 0                | 0                | 0                |
| 1920 Anversa           | non partecipante | non partecipante | non partecipante | non partecipante |
| 1924 Parigi            | 0                | 0                | 0                | 0                |
| 1928 Amsterdam         | 0                | 0                | 0                | 0                |
| 1932 Los Angeles       | non partecipante | non partecipante | non partecipante | non partecipante |
| 1936 Berlino           | 1                | 0                | 1                | 2                |
| 1948 Londra            | 6                | 4                | 2                | 12               |
| 1952 Helsinki          | 2                | 0                | 1                | 3                |
| 1956 Melbourne         | 3                | 2                | 2                | 7                |
| 1960 Roma              | 7                | 2                | 0                | 9                |
| 1964 Tokyo             | 2                | 3                | 1                | 6                |
| 1968 Città del Messico | 2                | 0                | 0                | 2                |
| 1972 Monaco            | 0                | 1                | 0                | 1                |
| 1976 Montreal          | 0                | 0                | 0                | 0                |
| 1980 Mosca             | non partecipante | non partecipante | non partecipante | non partecipante |
| 1984 Los Angeles       | 0                | 0                | 3                | 3                |
| 1988 Seoul             | 1                | 1                | 0                | 2                |
| 1992 Barcellona        | 2                | 2                | 2                | 6                |
| 1996 Atlanta           | 4                | 1                | 1                | 6                |
| 2000 Sydney            | 3                | 0                | 2                | 5                |
| 2004 Atene             | 3                | 3                | 4                | 10               |
| 2008 Pechino           | 1                | 4                | 3                | 8                |
| 2012 Londra            | 2                | 2                | 1                | 5                |
| 2016 Rio               | 1                | 3                | 4                | 8                |
| 2020 Tokyo             | 2                | 2                | 9                | 13               |
| Totale                 | 42               | 30               | 36               | 108              |

## Medagliere per sport
| Sport             | Oro | Argento | Bronzo | Totale |
| ----------------- | --- | ------- | ------ | ------ |
| Lotta             | 28  | 16      | 14     | 58     |
| Sollevamento pesi | 8   | 1       | 1      | 10     |
| Taekwondo         | 1   | 3       | 2      | 6      |
| Atletica leggera  | 1   | 3       | 2      | 6      |
| Judo              | 1   | 0       | 1      | 2      |
| Pugilato          | 0   | 2       | 3      | 5      |
| Total             | 39  | 25      | 23     | 83     |